# サイコップ

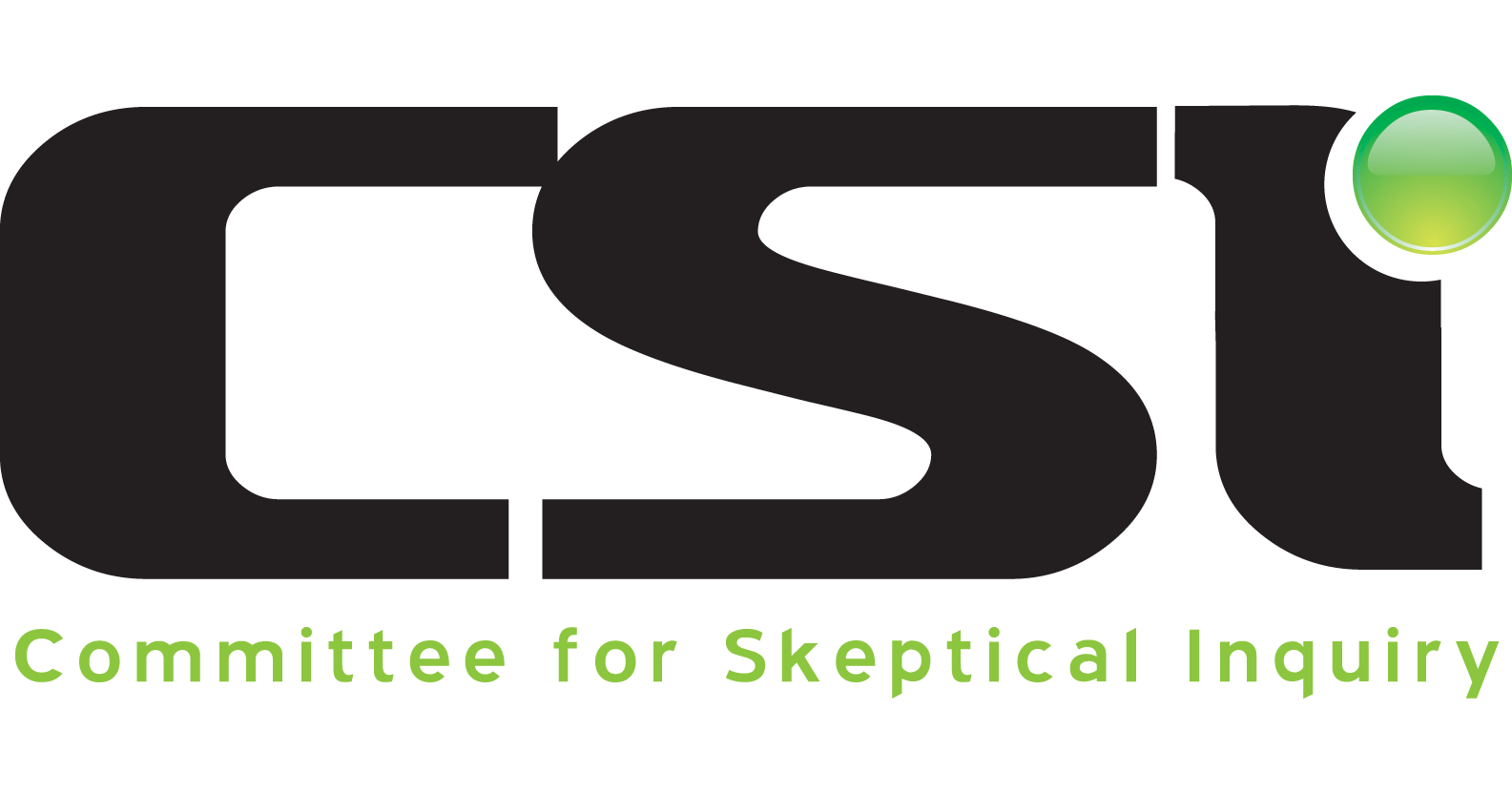
CSI logo.

サイコップ（英語: CSICOP、Committee for the Scientific Investigation of Claims of the Paranormal、超常現象の科学的調査のための委員会）は、1976年にアメリカ合衆国で結成された国際的な非営利団体で、「超常現象や疑似科学に対して科学的な調査・批判を行う」と謳っている。2006年に団体名をCSI (Committee for Skeptical Inquiry, 懐疑主義的研究のための委員会) に変更した。
設立者はニューヨーク州立大学バッファロー校のポール・カーツ教授ら。現在、科学者、ジャーナリスト、奇術師、作家などの著名人を含む、多数の会員を抱えている。機関誌『スケプティカル・インクワイラー』を発行して、超常現象に関する調査と反論を行なっている。
世界各地の同種の団体とも、お互いにゆるやかな協力関係にある。

## 歴史
- 1975年 - 『ヒューマニスト』というアメリカの雑誌に「占星術を弾劾す」という声明文が掲載され、そこには186名の科学者の署名があった[2]。
- 1976年4月30日 - 「反科学および疑似科学という新たな不合理に対するために」と謳いつつバッファローにおいて結成された[3]。会長は、ニューヨーク州立大学哲学教授で「ヒューマニスト」誌の編集者であるポール・カーツと東ミシガン大学社会学教授のマルセロ・トルッチ（英語版）の二人であった[2]。1976年秋 機関誌『The Zetetic』の一号を発刊[3]。
- 1978年4月 - 機関誌『The Zetetic』を『スケプティカル・インクワイラー』に改名。
- 1980年2月 - 『スケプティカル・インクワイラー』誌でフランスの心理学者・統計学者ミシェル・ゴークランの「特定の職業に従事する人の生誕時の惑星の位置と職業上のその後の成功には相関関係が認められる」とする火星効果（天体の位置が人の運命や能力に影響を与えるという占星術の主張）に対する検証と批判を行った（CSICOPのウェブサイトでの記述）[3]。
- 1981年5月 - 警察機関に対し、いわゆる「霊感捜査」を受け入れないよう声明を発した[3]。
- 1986年4月 - コロラド大学で総会。基調講演はスティーヴン・ジェイ・グールドが行った。同年春 サイコップの設立10周年。SI誌にはアシモフやセーガンによるエッセイが寄稿された[3]。
- 1988年9月 - ハワイ米連邦地方裁判所で、サイコップを相手に起こされた初の訴訟で、全面勝訴。11月 シカゴでサイコップ総会。基調講演はダグラス・ホフスタッターによる[3]。
- 1990年4月 - ワシントンD.Cにおいて総会。ジェラルド・ピエールとリチャード・ベレンゼンによる講演[3]。
- 1991年5月 - カリフォルニアにおいて総会。議題は催眠とサブリミナル効果の疑似科学性、通俗心理学、天変地異説と進化、都市伝説、批判的思考の教育について。同年12月 ユリ・ゲラーとエルドン・バードがサイコップとジェームズ・ランディを相手に訴訟を起こす。
- 1992年10月 - ダラスで総会。議題は「公正さ、欺瞞とフェミニズム：文化と科学の衝突」。科学への文化多元主義的なアプローチ、性差の科学的理解の問題について。基調講演はリチャード・ドーキンスによる[3]。
- 1994年6月 - シアトルで総会。議題は「信念の心理学」。UFO、虚偽の記憶、陰謀論、臨死体験と法廷への影響。基調講演はカール・セーガン。同年12月 ユリ・ゲラーがコロンビア特別区でのサイコップ裁判で敗訴。
- 1995年3月 - ユリ・ゲラーとサイコップの間で和解が成立し、5年に及ぶ法廷闘争が終結する。ゲラーは「軽薄な告発」の賠償として、総額12万ドルをサイコップに支払う事を認めた。同年6月 新しいサイコップの本部施設が完成。ハーバート・ハウプトマンらが加わった[3]。
- 1996年6月 - バッファローで総会。レオン・レーダーマンによる開会講演。基調講演はグールド。議題はマスメディアにおける反科学、Xファイルや超心理学など。同月 小惑星6629番にサイコップの創設者の名を取って「カーツ」、6630番に「スケプティクス」と命名される[3]。
- 1997年7月 - ドイツのハイデルベルク大学で総会。議題は終末予言とハルマゲドン、反科学とポストモダニズム、科学的懐疑主義など。基調講演はエリザベス・ロフタス[3]。
- 2000年1月 - 『スケプティカル・インクワイラー』誌が「20世紀の傑出した懐疑主義者」を選んだ。上位10人は順にジェームズ・ランディ、マーティン・ガードナー、カール・セーガン、ポール・カーツ、レイ・ハイマン、フィリップ・クラス、アイザック・アシモフ、バートランド・ラッセル、ハリー・フーディーニ、アルベルト・アインシュタイン[3]。

## 批判
ポール・ファイヤアーベントは、自著『自由社会の科学』において、CSICOPの設立時のマニフェストというのは、まるで教皇インノケンティウス8世が1484年に出し、魔女狩りのきっかけとなった教書のようなものだ、という論調で扱った。
懐疑派の『ガーディアン』紙の記者ですら、CSICOPロンドンの会合を取材した時に次のように書いた。「考え方が異なるグループに対する非寛容な態度というのも、ここまで極端になると、嫌悪の対象でしかない。CSICOPの有力メンバーらは、調査の原則というものを、風向き次第で自分勝手にがらりと変更してしまっても平気でいるらしい」
『サンデー・タイムズ』紙も、次のような論評を掲載した。「この奇怪な委員会(CSICOP）の主張に対する科学的調査こそが必要だ」

## 著名な会員
この一覧はCSIの会員一覧などを元に作成された。故人なども含む。
| - アイザック・アシモフ - スーザン・ブラックモア - バルト・ボーク - J.H.ブルンヴァン - フランシス・クリック - リチャード・ドーキンス - L.ディ＝キャンプ - ダニエル・デネット | - アン・ドルーヤン - マーチン・ガードナー - トマス・ギロビッチ - マレー・ゲルマン - S.J.グールド - C. E. M. ハンセル - ダグラス・ホフスタッター - ポール・カーツ | - ローレンス・クシュ - レオン・レーダーマン - エリザベス・ロフタス - マービン・ミンスキー - ジョー・ニッケル - スティーブン・ピンカー - W. V.クワイン - ジェームズ・ランディ（ユリ・ゲラーによる訴訟のために一時退会したが、後に復帰） | - エヴリー・シャツマン - カール・セーガン - グレン・シーボーグ - バラス・スキナー - マリリン・ボス・サバント - スティーヴン・ワインバーグ - E. O. ウィルソン |